# Bola Tinubu
Bola Ahmed Adekunle Tinubu (Lagos, 29 de marzo de 1952) es un político nigeriano, actual presidente de Nigeria, que se desempeña como líder nacional del Congreso de Todos los Progresistas desde 2013. Anteriormente se desempeñó como gobernador del estado de Lagos desde 1999 a 2007 y senador por Lagos Oeste. En enero de 2022, anunció su intención de postularse para la nominación del Congreso de Todos los Progresistas para presidente de Nigeria en las elecciones presidenciales de 2023; en junio del mismo año fue electo como candidato del partido.

## Biografía
Después de pasar sus primeros años de vida en el suroeste de Nigeria, Tinubu estudió contabilidad en los Estados Unidos antes de trabajar en el extranjero durante varios años. Regresó a Nigeria a mediados de la década de 1980 y continuó trabajando en administración financiera antes de ingresar a la política como un exitoso candidato al Senado por Lagos Oeste en 1992 bajo la bandera del Partido Socialdemócrata. Después de que el dictador Sani Abacha disolviera el Senado en 1993, Tinubu se convirtió en activista de la campaña por el retorno de la democracia como parte del movimiento de la Coalición Nacional Democrática. Aunque se vio obligado a exiliarse en 1994, Tinubu regresó después de que la muerte de Abacha en 1998 desencadenara el comienzo de la transición a la Cuarta República.
En las primeras elecciones para gobernador del estado de Lagos posteriores a la transición, Tinubu ganó por un amplio margen como miembro de la Alianza para la Democracia sobre Dapo Sarumi del Partido Democrático de los Pueblos y Nosirudeen Kekere-Ekun del Partido de Todos los Pueblos. Cuatro años más tarde, ganó la reelección para un segundo mandato sobre Funsho Williams del PDP por un margen reducido. Los dos mandatos de Tinubu estuvieron marcados por los intentos de modernizar la ciudad de Lagos y sus enemistades con el gobierno federal controlado por el PDP. Después de dejar el cargo en 2007, Tinubu mantuvo su estatus como uno de los políticos más influyentes de Nigeria, ya que sus aliados a menudo ocupaban altos cargos en todo el suroeste y desempeñó un papel clave en la formación del Congreso de Todos los Progresistas en 2013. Larga y controvertida, la carrera de Tinubu ha estado plagada de acusaciones de corrupción y cuestionamientos sobre la veracidad de su historia personal.
En junio de 2022, fue elegido candidato del Congreso de Todos los Progresistas en las elecciones presidenciales de Nigeria de 2023.
En diciembre de 2024, Tinubu, como presidente de la Organización de Estados de África Occidental, la voluntad política de los dirigentes de la CEDEAO, hacia los países de la Alianza de Estados del Sahel que han expresado su voluntad de abandonar la CEDEAO en enero de 2024, sigue siendo posible una reintegración. Tibubu, presidente de la CEDEAO, explica que la salida prevista de los tres países de la Alianza de Estados del Sahel se realiza en función de las poblaciones de los tres países involucrados.